# Reginald Ralph Darlington
Pour les articles homonymes, voir Darlington.
Reginald Ralph Darlington (6 novembre 1903 – 30 mai 1977) est un historien médiéviste et universitaire britannique.

## Biographie
Né en 1903, Darlington a grandi dans le Berkshire. Il fait ses études secondaires à la Ranelagh School de Bracknell puis s'inscrit à l'University College de Reading dont il est diplômé en 1924. Il suit les cours de Frank et Doris Stenton. Il soutient une thèse de doctorat sur la Vita Wulfstani, en 1930 sous la direction de Stenton.
Il est nommé maître de conférences au Bedford College for Women en 1927 puis lecteur à l'université de Londres en 1936. En 1939, il rejoint l'université d'Exeter comme titulaire de la chaire d'histoire. Il est ensuite nommé professeur d'histoire au Birkbeck College en 1945 où il reste jusqu'à sa retraite en 1969.
Les œuvres clés de Darlington sont des éditions de documents médiévaux : Vita Wulfstani de Guillaume de Malmesbury (1928), The Cartulary of Darley Abbey (1945), The Glapwell Charters (1957-1959) avec PM Barnes et FC Slade, The Winchcombe Annals 1049-1181 (1962) et The Cartulary of Worcester Cathedral Priory (1968). Sa conférence inaugurale à Birkbeck est publiée sous le titre Anglo-Norman Historians (1947).  Darlington est élu membre de la Royal Historical Society (1928), de la Society of Antiquaries of London (1946) et de la British Academy (1954). Il est invité à donner la conférence Creighton (en) au King's College en 1962. Il est vice-président de la Pipe Roll Society de 1969 à 1976 et est élu fellow du Birkbeck College en 1970, après sa retraite. Darlington meurt le 30 mai 1977.